# Sojuz 31

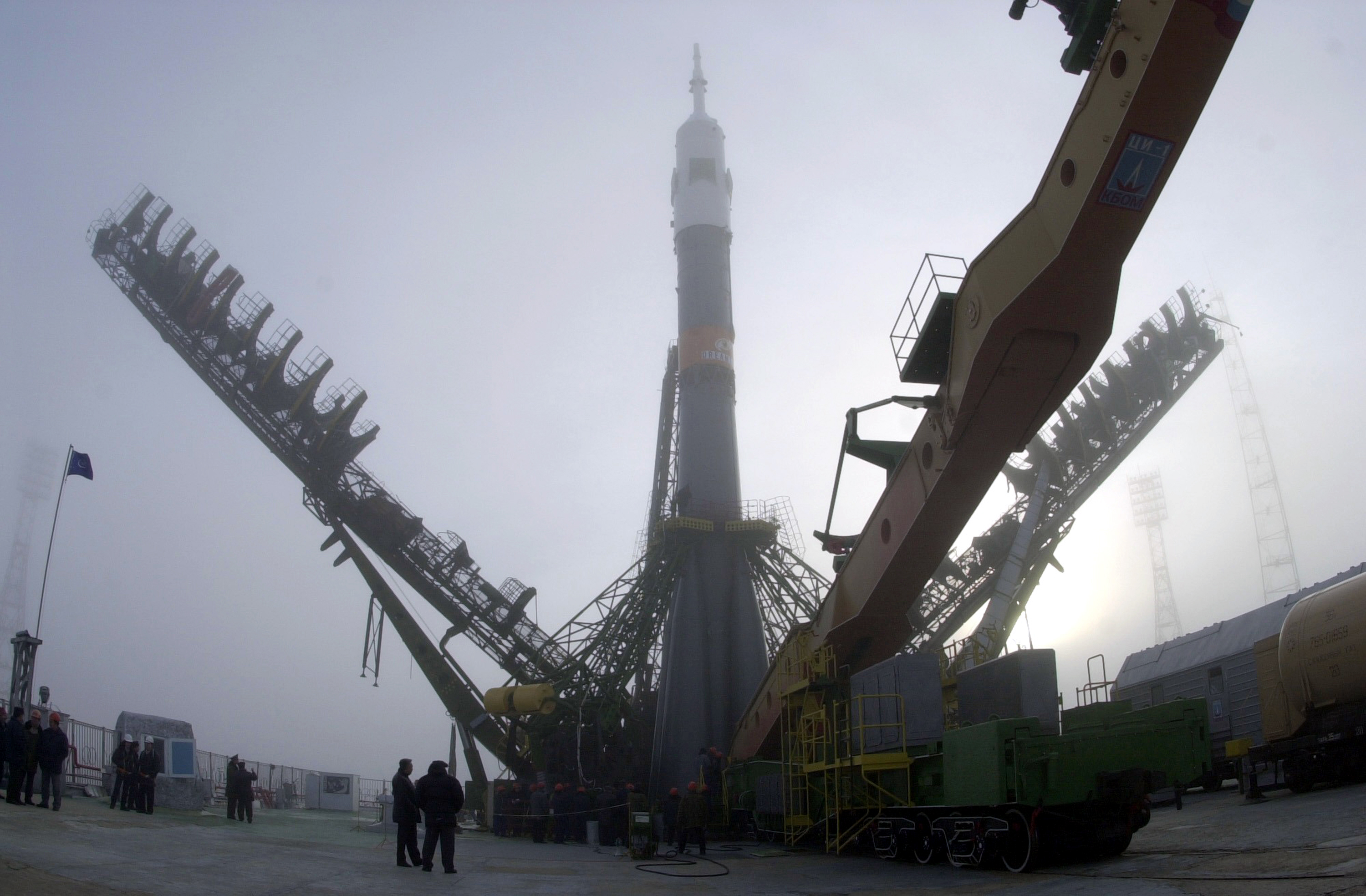
La Sojuz 31 sulla rampa del cosmodromo di Baikonur.

Sojuz 31 è la denominazione di una missione della navicella spaziale Sojuz verso la stazione spaziale sovietica Saljut 6 (DOS 5). Si trattò del trentesimo volo equipaggiato di questa capsula, del cinquantesimo volo nell'ambito del programma Sojuz sovietico nonché del settimo volo equipaggiato verso la predetta stazione spaziale (il sesto equipaggiato  - a causa dell'insuccesso della Sojuz 25 - che riuscì effettivamente a svolgere la manovra di aggancio con conseguente visita e soggiorno all'interno della stazione stessa). Sigmund Jähn sarà il primo tedesco a volare nello spazio a bordo di questa navicella facente parte del programma Intercosmos.

## Equipaggio

### Equipaggio principale
| Ruolo                                      | Equipaggio al lancio                 | Equipaggio all'atterraggio             |
| ------------------------------------------ | ------------------------------------ | -------------------------------------- |
| Comandante                                 | Valerij Bykovskij, GCTC Terzo volo   | Uladzimir Kavalënak, GCTC Secondo volo |
| Cosmonauta ricercatore / Ingegnere di volo | Sigmund Jähn, Intercosmos Primo volo | Aleksandr Ivančenkov, NPOE Primo volo  |

### Equipaggio di riserva
| Ruolo                  | Equipaggio                    | Equipaggio                    |
| ---------------------- | ----------------------------- | ----------------------------- |
| Comandante             | Viktor Gorbatko, GCTC         | Viktor Gorbatko, GCTC         |
| Cosmonauta ricercatore | Eberhard Köllner, Intercosmos | Eberhard Köllner, Intercosmos |

L'equipaggio di lancio era composto dal cosmonauta sovietico Valerij Bykovskij e dal cittadino della Germania Est Sigmund Jähn. Bykovskij era uno dei pionieri dell'esplorazione spaziale sovietica, essendo volato su Vostok 5 a giugno del 1963, nonché su Sojuz 22 a settembre del 1976. I due formarono il quarto equipaggio ospite della stazione spaziale sovietica. Pertanto questa missione a volte viene anche catalogata sotto la denominazione di Saljut 6 EP-4 (in russo Экспедиция посещения 4 - equipaggio ospite 4).
Fecero invece ritorno a terra a bordo di questa navicella spaziale il secondo equipaggio base della Saljut 6 composto da Uladzimir Kavalënak e Aleksandr Ivančenkov.

## Missione
Durante gli oltre 7 giorni di visita della stazione spaziale Saljut da parte di questo terzo equipaggio ospite vennero eseguiti molteplici esperimenti di carattere scientifico. Tra questi spiccano particolarmente gli esperimenti tecnico-scientifici eseguiti con la fotocamera multispettrale modello MKF 6 per il telerilevamento terrestre, nonché vari esperimenti relativi alla composizione di materiali, per l'analisi della formazione di cristalli, dello sviluppo di varie forme e per la ricristallizzazione come pure per la creazione artificiale di un monocristallo. Esperimenti di carattere medico, analisi degli effetti dell'assenza di forza di gravità sulle capacità di espressione, ricerche sulla psicologia lavorativa, analisi della sensibilità dell'udito dell'equipaggio base della stazione spaziale, esperimenti di carattere biologico per l'osservazione della crescita delle celle in uno stato di assenza di forza di gravità nonché del collegamento di microorganismo con polimeri organici e stoffe inorganiche completarono il lavoro dell'equipaggio ospite a bordo della Saljut 6. Questo equipaggio ospite fece ritorno a terra il 3 settembre a bordo della Sojuz 29. L'equipaggio base invece trasferì la capsula orbitale della Sojuz 31 dal congegno d'aggancio posteriore a quello anteriore. Tale procedura diventerà usuale per tutte le missioni successive. Fu necessario eseguire tale manovra onde consentire l'aggancio della navicella di trasporto e da carico Progress sull'apposito congegno posteriore, dato che su questa parte si trovavano inoltre gli agganci per il rifornimento di carburante della stazione stessa. La capsula rimarrà in orbita fino al 2 novembre per riportare a terra il secondo equipaggio base della stazione spaziale Saljut 6 dopo che questo l'aveva equipaggiata per ben 139 giorni.

## Ulteriori dati di volo
- Aggancio alla Saljut 6: 28 agosto 1978, 16:37:37 UTC
- Distacco dalla Saljut 6: 2 novembre 1978, 07:46 UTC
- Atterraggio equipaggio originale: 3 settembre 1978 a bordo di Sojuz 29 11:40 UTC 140 km ad est di Dzhezkazgan, RSS di Kazakistan
- Durata per l'equipaggio originale: 7 giorni, 20 ore, 49 min
- Orbite terrestri per l'equipaggio originale: 124
- Denominazione Astronomica Internazionale: 1978-81

I parametri sopra elencati indicato i dati pubblicati immediatamente dopo il termine della fase di lancio. Le continue variazioni ed i cambi di traiettoria d'orbita sono dovute alle manovre di aggancio. Pertanto eventuali altre indicazioni risultanti da fonti diverse sono probabili ed attendibili in considerazione di quanto descritto.